# Переделкино
Переде́лкино — дачный посёлок, не имеющий статуса населённого пункта, входящий в состав посёлка ДСК «Мичуринец». Расположен на территории района Внуково в Новомосковском административном округе Москвы, рядом с платформами Переделкино и Мичуринец.
В 1933 году в Переделкине был создан писательский посёлок, в котором в разное время проживали Борис Пастернак, Корней Чуковский, Виктор Боков, Евгений Евтушенко, Андрей Вознесенский, Булат Окуджава, Белла Ахмадулина и другие. В 1988 посёлок получил статус историко-культурного заповедника.

## История

### Историческая территория
В начале XVII века территория современного Переделкина состояла из двух селений — Измалкова и Лукина, объединённых под управлением рода Леонтьевых. Первое упоминание о земле датируется 1646 годом, когда возле относящейся к Измалкову деревни Передельцы построили деревянный храм Преображения Господня. В 1729-м участок приобрёл князь Михаил Долгоруков, впоследствии передавший право на владение своей дочери Аграфене. При ней Измалково продали семье Петрово-Соловово, таким образом разделив территорию на две части.

#### Измалково
В 1830 году усадьбу Измалково приобрёл Фёдор Самарин. При Самарине в Измалкове был обставлен и обжит двухэтажный дом в стиле ампир, собрана библиотека из более чем 12 тысяч томов на русском и европейских языках. Он создал в Измалкове домашнюю школу, в которой его дети обучались по индивидуальной программе до поступления в университет. В такой обстановке вырос философ Юрий Самарин, при котором усадьба Измалково стала тесно связана с философией, публицистикой, историческими исследованиями, новыми образовательными практиками и искусством.
В 1850-х годах усадьба перешла к Николаю Фёдоровичу Самарину, значительному общественному деятелю, историку и археографу. В Измалкове он занимался разбором семейного архива и стал летописцем рода. Он отĸрыл в Измалкове училище и содержал его на собственные деньги. Усадьба и училище никогда не приносили больше денег, чем требовали для собственного поддержания, поэтому вся деятельность Самариных в Измалкове носила благотворительный характер.
После февральского переворота 1917 года в усадьбе Измалково жили три семьи: Комаровские, Осоргины и Истомины. В 1923 году владельцы окончательно покинули усадьбу. Спустя несколько лет на территории Измалкова, в усадебном доме открылся детский пульмонологический санаторий. В 1929 году в части усадебного дома Измалкова помещалась детская колония Наркомпроса.
К началу XXI века усадьба оказалась в запустении. В 2019 году на территории Измалкова начались восстановительные работы.

#### Лукино
Лукино в 1791-м перешло к Варваре Разумовской, по инициативе которой в 1819 году на территории усадьбы был построен каменный храм Преображения Господня. В состав храма вошли каменная колокольня и три придела: холодный, посвящённый празднику Преображения Господня, а также два тёплых, возведённых во имя Великомученицы Варвары и Апостолов Петра и Павла. В 1853 году владельцем Лукина стал историк Михаил Боде-Колычёв, семья которого проживала в имении до революции 1917-го. Впоследствии баронесса Боде была сослана в Казахстан, а усадьба — экспроприирована.
Современное Переделкино возникло в конце XIX века, когда рядом с Лукином и Измалковом провели ветку Брянской железной дороги, а также обустроили станцию «16-я верста». Близ станции был построен дачный посёлок Переделкино.
Существуют две основные версии возникновения названия. Согласно первой, слово происходит от глагола «переделать», поскольку в XVII веке на реке Сетунь располагалась судоремонтная верфь. Со временем Сетунь измельчала и верфь прекратила существование. Другая версия предполагает заимствование названия от деревни Передельцы.

### Писательский городок
В 1933-м на территории имения началось строительство писательского городка, утверждённое постановлением Совнаркома «О строительстве „Городка писателей“» от 19 июля 1933 года. Городок вошёл в состав образованного в 1934 году Литературного фонда СССР. Считается, что инициатором создания места отдыха для писателей был Максим Горький, рассказавший Иосифу Сталину о европейских загородных резиденциях деятелей культуры.

Второй этаж писательского Дома творчества в Переделкине («старый корпус»), 2011 год

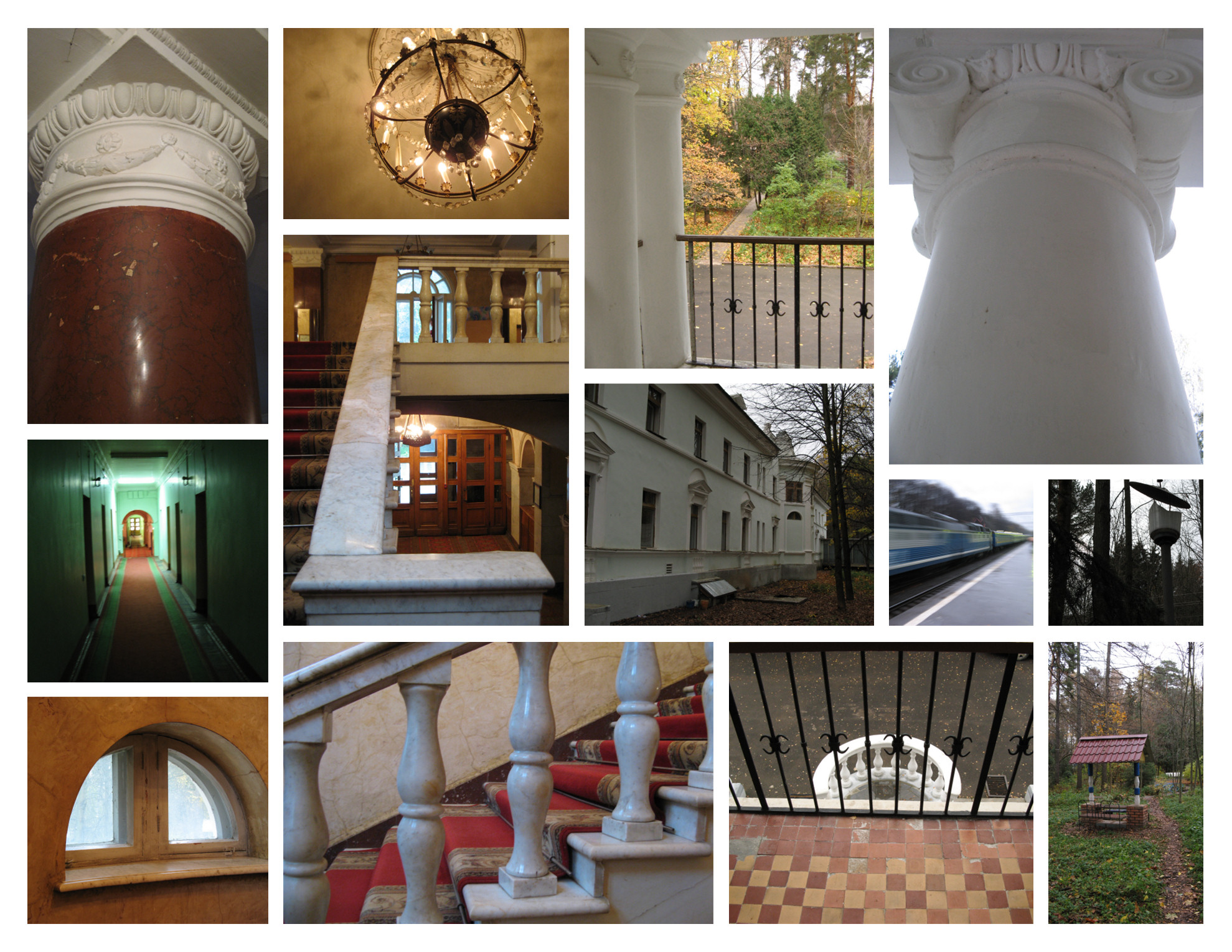
Виды Переделкина, 2011 год

Первоначальный план предполагал возведение 90 домов со всеми удобствами, включающими водопровод, отопление, канализацию и подъездные дороги. Проект был оценён в 6 млн рублей, что значительно превысило лимит, отведённый правительством на строительство. В результате было принято решение сократить количество зданий до тридцати, на их постройку выделили около 750 тысяч рублей, а куратором работ назначили партийного и государственного деятеля Александра Щербакова. Дома возводились по проекту немецкого архитектора Эрнста Мая, занимавшегося типовой жилой застройкой в Кемерове, Нижнем Тагиле, Новокузнецке, Орске, Харькове и городах Урала. Возведение Переделкина проходило по планам «Стандартпроекта», опубликованного Маем в 1933 году.
Первые дома были готовы к 1935 году и предоставлялись писателям пожизненно и бесплатно по договору с Литературным фондом. Родственники не имели прав на дальнейшее проживание в зданиях в случае смерти деятеля культуры, на которого был заключён договор.
Первоначально писатели проживали в домах только в летние месяцы, поскольку построенные на болотистой почве здания часто затапливало, а окна и стены не были утеплены. В результате многим писателям приходилось ремонтировать здания за свой счёт. Первыми обитателями писательского посёлка стали Корней Чуковский, Валентин Катаев, Александр Серафимович, Леонид Леонов, Лев Каменев, Исаак Бабель, Илья Эренбург, Борис Пильняк, Всеволод Иванов, Лев Кассиль, Борис Пастернак, Константин Федин, Илья Ильф и Евгений Петров.
Дорогой Вячеслав Михайлович! Выслушайте о гнусном безобразии, творящемся именем советской власти с лучшими советскими писателями вот уже свыше года... Место, выбранное под дачи, за исключением 5 участков, болотистое. У Леонова под дачей стоит вода, он на свой счёт выкачивает её, осушает землю, роет канавы, но вода стоит. У Ляшко под полом вода. У Бахметьева — вода. <...> Почти все вынуждены покупать на рынке печные дверцы. Лестница на моей даче оказалась такой, что перила сами собой отошли и упали вниз. Окна нигде не сходятся, закрывать их нечем... С нас дерут за всё. Крючок поставить — давай... Печь побелить — давай... Правительство дало нам в подарок дачу, которая без дорог будет стоить около 40 тыс., за которую мы ежемесячно должны платить 500 руб... Это не подарок советского правительства. Это петля, сотканная руками мелких жуликов…Мариэтта Шагинян в письмах с жалобами к Вячеславу Молотову
После Великой Отечественной войны по инициативе Литературного фонда в Переделкине построили около двадцати новых домов, в которых поселились Вениамин Каверин, Николай Заболоцкий (своей дачи не имел и жил на съёмной), Валентин Катаев, Александр Фадеев, Константин Симонов, позднее Виктор Боков, Евгений Евтушенко, Андрей Вознесенский, Булат Окуджава, Белла Ахмадулина, Александр Межиров, Римма Казакова и другие советские писатели.

### Дом творчества писателей «Переделкино»
В середине дачного посёлка находится «Дом творчества писателей Переделкино» — пансионат из нескольких корпусов.
В Доме творчества писателей «Переделкино» в разное время жили и работали прозаики, поэты, критики, драматурги и переводчики, среди них Галина Серебрякова, Владлен Бахнов, Наум Гребнев, Даниил Данин, Левон Мкртчян, Римма Казакова, Эмиль Кардин, Инна Лиснянская, Александр Сегень, Арсений Тарковский.
Известные жители
- Борис Агапов
- Чингиз Айтматов
- Василий Аксёнов
- Ираклий Андроников
- Юрий Антонов
- Артем Анфиногенов
- Алексей Арбузов
- Белла Ахмадулина
- Исаак Бабель
- Андрей Битов
- Виктор Боков
- Лиля Брик
- Аркадий Васильев
- Владимир Вигилянский
- Андрей Вознесенский
- Игорь Волгин
- Николай Воронов
- Владимир Ворошилов
- Георгий Гачев
- Ярослав Голованов
- Александр Довженко
- Евгений Евтушенко
- Дмитрий Жуков
- Николай Заболоцкий
- Всеволод Иванов
- Александр Иванченко
- Илья Ильф
- Фазиль Искандер
- Вениамин Каверин
- Римма Казакова
- Лев Каменев
- Владимир Васильевич Карпов
- Юрий Карякин
- Лев Кассиль
- Валентин Катаев
- Вадим Кожевников
- Александр Корнейчук
- Всеволод Кочетов
- Борис Ласкин
- Леонид Леонов
- Георгий Марков
- Олег Михайлов
- Борис Можаев
- Олеся Николаева
- Сергей Никоненко
- Павел Нилин
- Булат Окуджава
- Николай Охлопков
- Борис Пастернак
- Константин Паустовский
- Евгений Петров
- Борис Пильняк
- Евгений Рейн
- Анатолий Рыбаков
- Евгений Самойлов
- Татьяна Самойлова
- Александр Серафимович
- Константин Симонов
- Константин Скворцов
- Юлия Солнцева
- Владимир Соловьёв
- Владимир Солоухин
- Валентин Устинов
- Александр Фадеев
- Константин Федин
- Зураб Церетели
- Корней Чуковский
- Сергей Чупринин
- Валерий Шумаков
- Валентин Юдашкин
- Илья Эренбург

### Современность

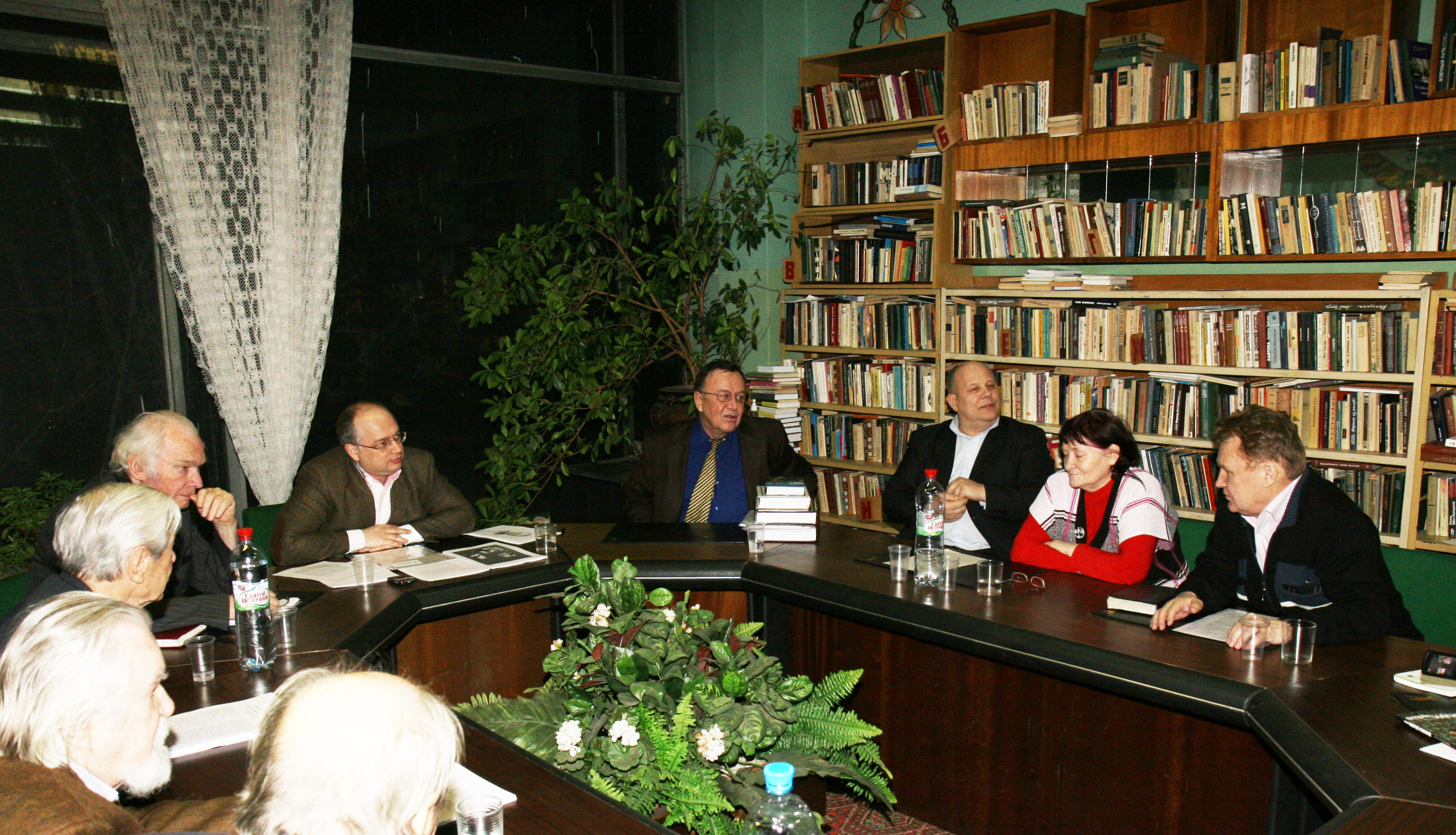
Заседание общественного совета «Библиотека дома творчества Переделкино», 5 февраля 2011 года

В середине 1980-х годов рядом с посёлком был построен микрорайон Ново-Переделкино, а в 1988-м Московский областной исполнительный комитет присвоил Переделкино статус историко-культурного заповедника. В этом же году дачи Корнея Чуковского и Бориса Пастернака приобрели официальный статус музеев. В 1997-м мемориальный музей был основан также в доме Булата Окуджавы.
После распада СССР вокруг писательского посёлка стали возникать правовые споры о возможной приватизации государственной собственности. В 2016 году Московский арбитражный суд постановил изъять у Общероссийского литературного общества (ОЛО) имущество Переделкино и передать дом государству. В постановлении суда отмечается, что сообщество, организованное в 1992 году, нельзя считать правопреемником Союза писателей СССР. По этой причине судом было признано, что руководство ОЛО незаконно распоряжалось имуществом союза, в том числе сдавало в аренду и продавало здания. По мнению председателя президиума ОЛО Ивана Переверзина, открытие судебного дела было связано с необходимостью расчистить территорию под строительство нового коттеджного посёлка:
Переделкино окружено активным коттеджным строительством. Писательский городок занимает 44 га. Эта земля очень дорого стоит. Писательские здания просто снесут. А то, что это всемирно известный центр, никого не волнует. Писатели в России сегодня никому не нужны.
Впоследствии Росимущество также обратилось с иском к частным лицам, владеющими домами в соседнем посёлке Абабурово. По мнению истцов, часть территории села была неправомерно застроена на бывших землях Литературного фонда.

## Достопримечательности

### Резиденцияпатриарха Московскогов Переделкине

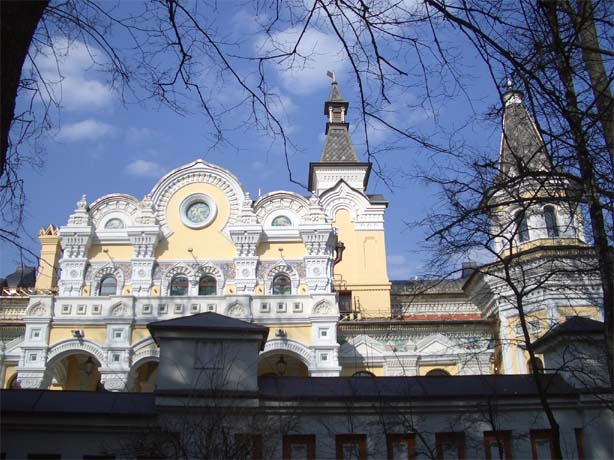
Здание резиденции патриарха

Резиденция располагается в бывшей усадьбе Колычёвых и примыкающих к ней постройках. Открытие состоялось в 1952 году, в честь 75-летнего юбилея патриарха Московского и всея Руси Алексия I по инициативе правительства Москвы. К 2000 году напротив главного здания усадьбы возведён новый корпус патриарших покоев.

### Дом-музей Бориса Пастернака

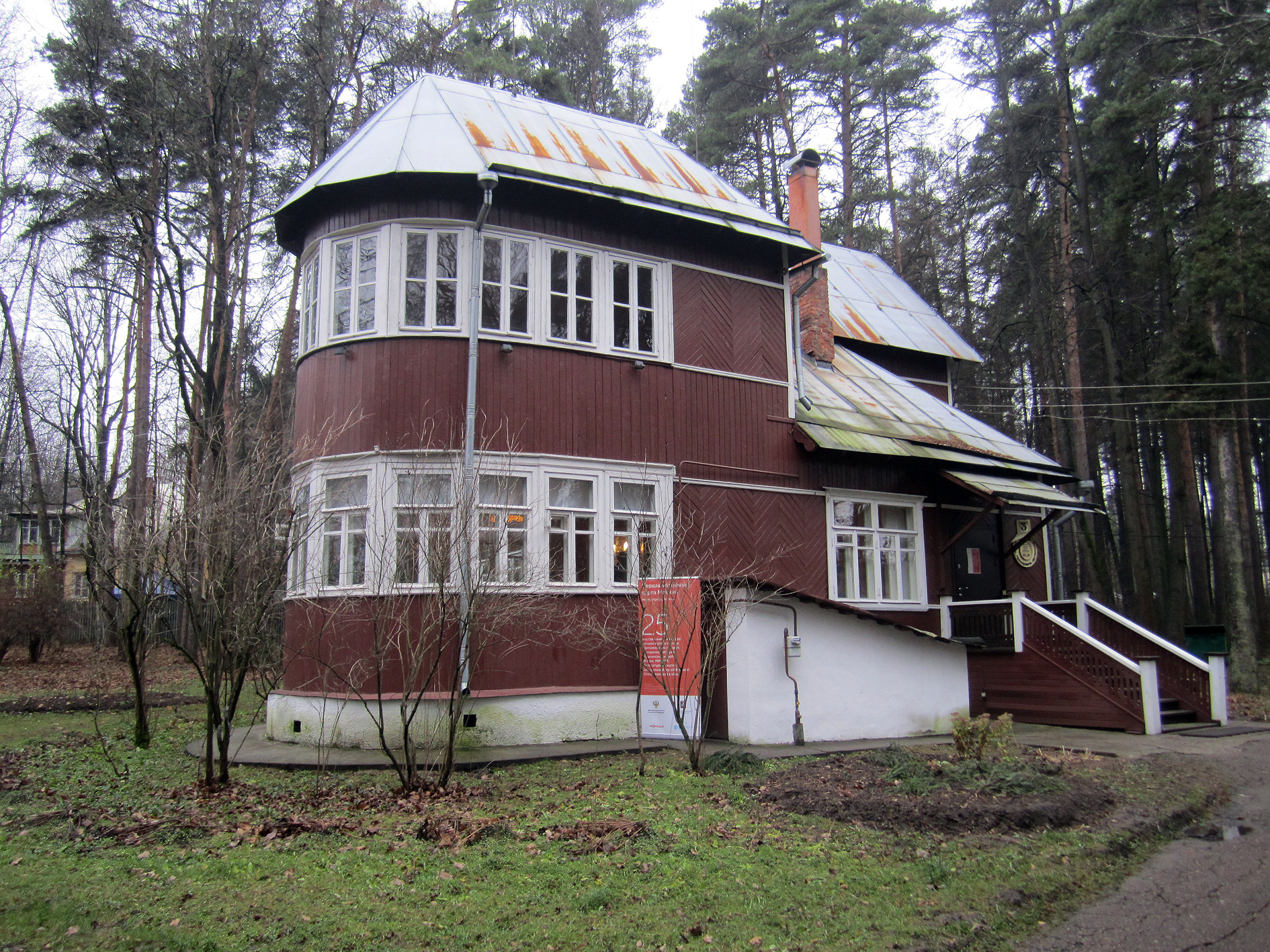
Дом Пастернака

Мемориальный музей Бориса Пастернака, расположенный на бывшей даче писателя. В этом здании Пастернак проживал с 1939 по 1960 год, после его смерти в доме был организован неофициальный общественный музей памяти писателя. В 1990-м по инициативе друзей и родственников Пастернака музей получил официальный статус в качестве филиала Государственного литературного музея.

### Дом творчества писателей «Переделкино»

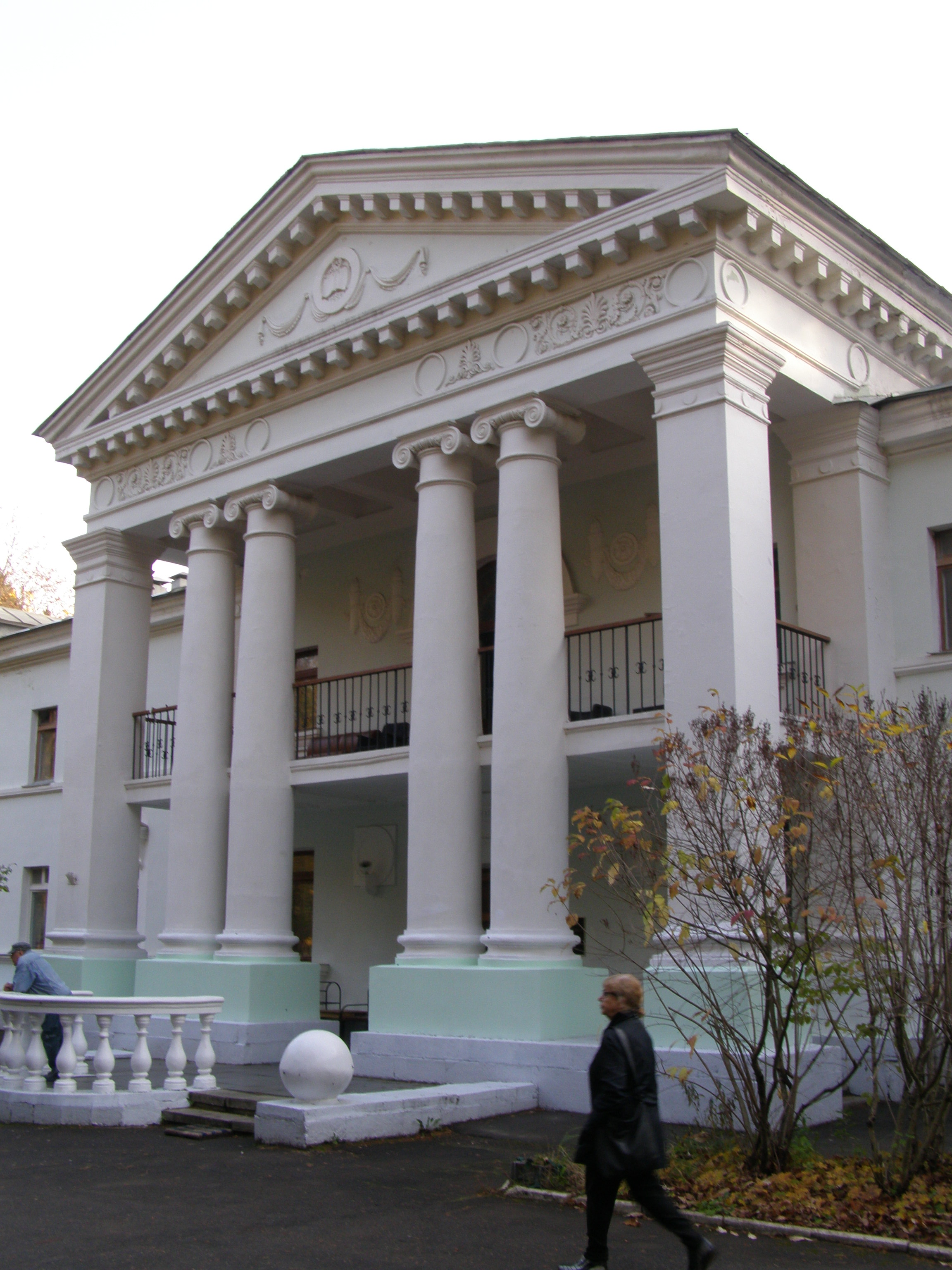
Старый корпус дома творчества писателей «Переделкино»

Здание в стиле главных домов усадеб XIX века было возведено в 1955 году, а в 1970 году к нему пристроили стеклянный корпус, в котором расположили библиотеку, бар, бильярдную, а также актовый зал. С 1990-х годов в нём открыли дом отдыха.
Так же на территории находится кирпичный жилой корпус.

### Дом-музей Корнея Чуковского

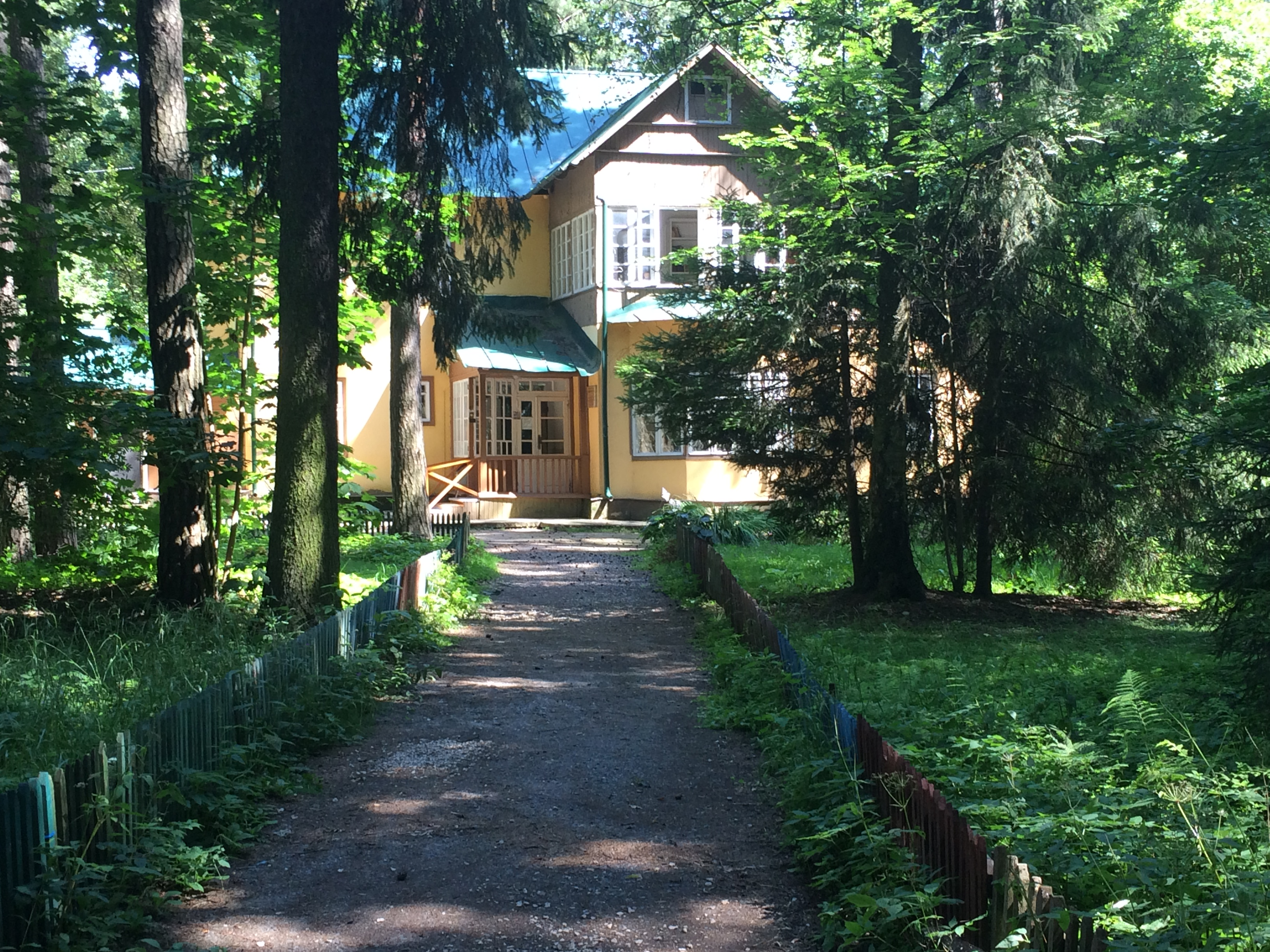
Дача Корнея Чуковского

Мемориальный музей Корнея Чуковского, расположенный на бывшей даче писателя в Переделкино. Открытие музея состоялось в 1994 году в качестве филиала Государственного литературного музея.

### Дом-музей Булата Окуджавы
Музей был создан на общественных началах в 1998-м, спустя год после смерти писателя. Инициаторами открытия музея стали Вячеслав Иванов, Юрий Карякин, Дмитрий Лихачёв, Белла Ахмадулина и другие деятели культуры. В 1999-м музей получил статус федерального государственного мемориального музея.

### Музей-галереяЕвгения Евтушенко
Открытие состоялось в 2010 году в загородном доме писателя, в котором Евтушенко разместил свои фотоработы, выполненные во время путешествий за границу. Вторая часть экспозиции состоит из художественных работ, в состав которых входят полотна Михаила Шемякина и Пабло Пикассо. На втором этаже дома для посещения открыт рабочий кабинет писателя.

## Кладбище

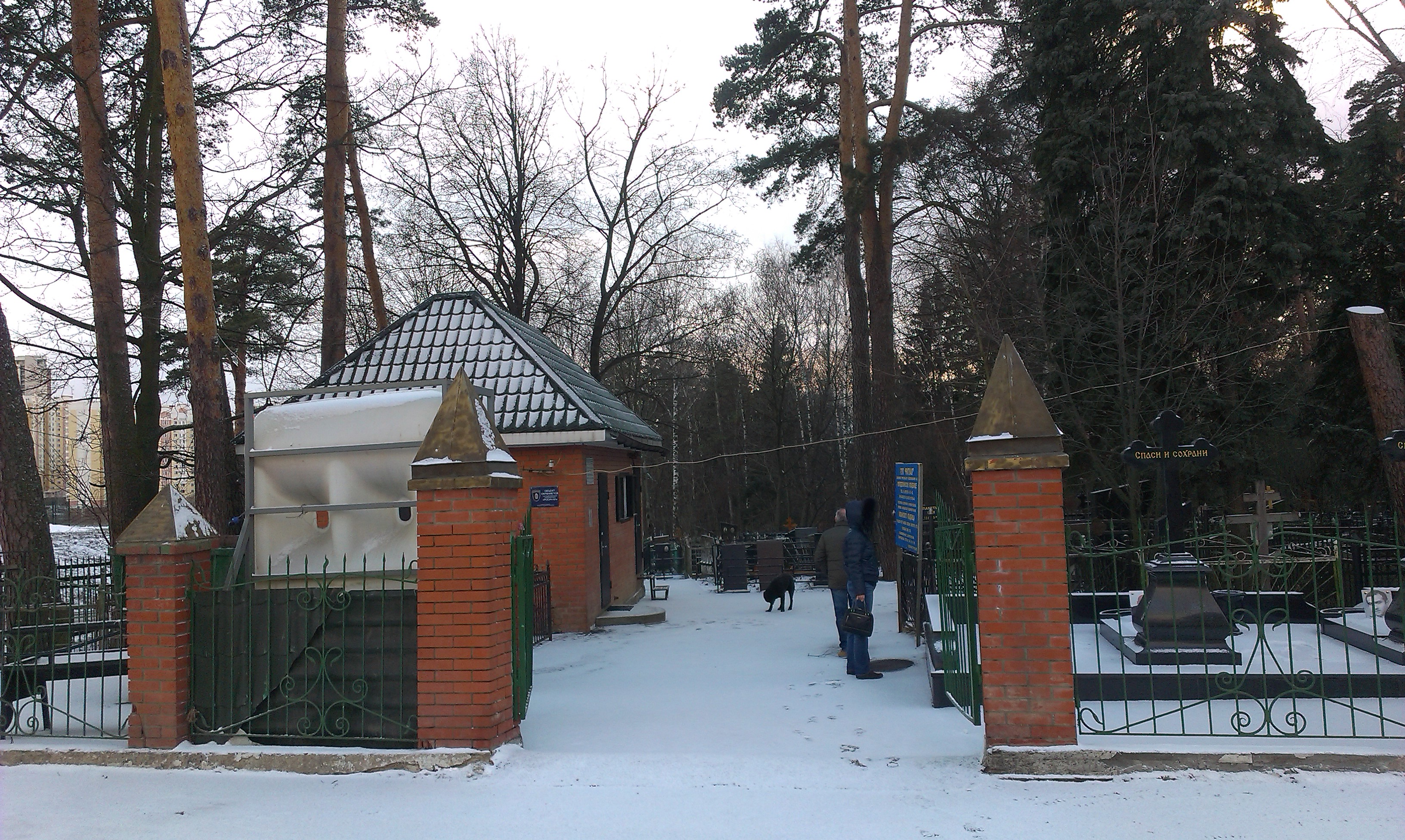
Кладбище в Переделкине, 2015 год

Первые упоминания кладбища относятся к XVII веку. С 1960-х годов оно стало известно как «писательское», на его территории похоронили известных жителей литературного посёлка: Бориса Пастернака, Корнея Чуковского, Арсения Тарковского, Роберта Рождественского и других.
В 2008 году патриарх Алексий II предложил построить на территории кладбища храм Воскресения Христова. В 2010-м патриарх Кирилл совершил чин освящения закладного камня в основание будущего Соборного храма в честь князя Игоря Черниговского. Строительство завершилось в 2012 году.

## Посёлок в культуре
- 1949 — «Осень» («Я дал разъехаться домашним…»), стихотворение Бориса Пастернака.
- 1965 — «Святой колодец», повесть Валентина Катаева.
- 1973 — «Дачный роман», поэма Беллы Ахмадулиной.
- 2003 — «Козлёнок в молоке», роман Юрия Полякова.
- 2007 — упоминается в песне «Качели» группы CENTR
- 2021 — выставка «Условия материальной независимости»[28] о феномене «писательской деревни» (куратор Анна Наринская). Экспонировалась в доме творчества Переделкино.